# Edgeworthstown
Edgeworthstown es una localidad situada en el condado de Longford de la provincia de Leinster (República de Irlanda), con una población en 2016 de 2072 habitantes.
Se encuentra ubicada en el centro del país, a poca distancia del río Shannon.

## Nombre
El área se llamaba originalmente Mostrim. Recibió el nombre de Edgeworthstown en el siglo XIX en honor a la familia angloirlandesa Edgeworth. 
En 1935, el consejo del condado de Longford cambió oficialmente el nombre de la ciudad a Mostrim. Sin embargo, en 1974, una orden del gobierno local revirtió el nombre a Edgeworthstown. Los clubes deportivos locales y otras asociaciones todavía utilizan el nombre Mostrim.